# ژان اول آلبرت لهستان
ژان اول آلبرت (لهستانی:Jan I Olbracht؛ ۲۷ دسامبر ۱۴۵۹– ۱۷ ژوئن ۱۵۰۱) شاه لهستان (۱۴۹۲–۱۵۰۱) و دوک گلوگوف (۱۴۹۱–۱۴۹۸) بود.
ژان سومین پسر کازیمیر چهارم یاگیلون و همسرش الیزابت هابسبورگ مجارستان، دختر شاه آلبرشت دوم، بود. او خود را با پیروزی ارزشمند بر تاتارها در کوپرزتین (۱۴۸۷) به همه شناساند؛ در نتیجه، سه سال بعد توسط اشراف مجار به پادشاهی مجارستان برگزیده شد اما مغلوب برادرش اولاسلوی دوم گردید و این مقام را از دست داد.
او پس از رسیدن به سلطنت لهستان، به زحمت لشکری حدود ۸۰٬۰۰۰ سرباز را گردآورد و به مولدووا یورش برد اما شکست او در نبرد جنگل کازمین به سال ۱۴۹۷ میلادی منجر به از دست رفتن اعتبار او گردید. او به طور ناگهانی در ۱۵۰۱ میلادی درگذشت.